# David Wilkins (voile)
David Wilkins est un skipper irlandais né le 30 avril 1950 à Malahide.

## Carrière
David Wilkins obtient une médaille d'argent olympique de voile en classe Flying Dutchman aux Jeux olympiques d'été de 1980 de Moscou.